# タマラ・ジェーワ
タマラ・ジェーワ（ラテン翻字：Tamara Geva、露: Тама́ра Же́ва 、1906年3月17日 - 1997年12月9日）は、ロシア出身のバレエダンサー、女優である。16歳（15歳という説あり）のときにギオルギ・バランチヴァーゼ（後のジョージ・バランシン）と結婚し、1924年に一緒にロシアから出国した。バランシンとの結婚は後に破綻したが、彼の振付による『オン・ユア・トウズ』（1936年）の初演者となった。ミュージカルや芝居、映画でも女優として活躍し、1997年に生涯を終えている。しばしば「ジェーヴァ」とも表記される。

## 生涯

### 出自と最初の結婚
サンクトペテルブルクの生まれ。本名はタマラ・ジェヴェルジュエワ（Tamara ZheverzheevaまたはGevergeyeva）といい、父方からタタールとトルコ、母方からはスウェーデンの血筋を引いていた。ジェーワによれば、母親は美人ではあったが利己的な性格で、しばしば不貞を働いていたという。両親が正式に結婚したのは、彼女が6歳になってからのことであった。
彼女の父レフコ・ジェヴェルジェイエフは、帝政ロシア時代にロシア正教会が聖職者の正装で使う金ラメや装飾品などの製造と取引で財をなした人物であった。同時に舞台芸術にも見識を持っており、生涯をかけて集めた劇場に関する資料は、世界でも屈指のものであった。
ジェーワは白い肌に亜麻色の髪と青い瞳のすらりとした美人で、面差しこそスカンディナヴィア系であったが、頬骨と眼もとには東洋系の雰囲気も漂っていたという。彼女は溌剌とした性格であり、舞踊以外にも詩、演劇、音楽、絵画などさまざまな芸術に興味を示していた。
彼女はサンクトペテルブルクでバレエを学び、GATOB（後のキーロフ・バレエ団）に入団した。15歳の頃、彼女は2歳年上のギオルギ・バランチヴァーゼと出会った。当時の彼女は、舞踊学校で夜間のクラスに籍を置いていた。ある晩、社交ダンスの授業のときに「優雅で精悍な青年」が授業に加わった。青年が加わった後の授業は、俄然活気づいたという。ジェーワは青年について「詩人みたいだし、士官みたい」と感想を抱いた。これが彼女と未来の夫、バランチヴァーゼ（バランシン）の初対面であった。
当時、サンクトペテルブルクでは1921年に施行された新経済政策（ネップ）の成果により、小規模なナイトクラブがいくつも開業していた。ジェーワはバランチヴァーゼと一緒に、ナイトクラブで踊る仕事を引き受けるようになった。ジェーワは良い声の持ち主であったため、彼女が歌ってバランチヴァーゼがピアノを演奏することもあり、2人はわずかながらも収入を得ることができた。
バランチヴァーゼがジェーワの家を訪問すると、そのたびに彼女の父レフコから歓待された。ジェーワの家は、ロシア革命が一応の終息を見た後でも芸術家のサロン的存在であり続け、前衛的な芸術家の集う場所になっていた。レフコは当初からバランチヴァーゼの持つ才能と将来性を見抜いていた。バランチヴァーゼがジェーワに会いに来るたび、レフコは彼を居間に招き入れて「娘に会う前にひとつワーグナーを弾いてみたまえ」と勧めるのが常であった。これはレフコがワーグナーの崇拝者だったことに起因したもので、バランチヴァーゼがそれまでワーグナーにあまり接したことがなかったために「再教育」を施そうとしていたためである。ただし、この「再教育」は完全な逆効果で、彼はワーグナーを嫌うようになった。
ジェーワとバランチヴァーゼに結婚の話を持ち出したのは、レフコからであった。ある日、腕を組みながら仕事に出ようとする2人に「お子さんたち、結婚する気はないかね」とレフコが声をかけた。驚く2人に向かってレフコは「時代が時代なら、お前たちに結婚を勧めるのはおろか、許しさえしなかったろうに」と続け、「だが、今はこんなご時世だ。世間に逆らっちゃいかん。さあ-お前たち、どうするんだね」と返答を促した。
ジェーワとバランチヴァーゼは急な話に当惑したものの、結婚に同意した。翌日、2人は役所に婚姻届けを提出し、バランチヴァーゼの希望を取り入れてロシア正教会の結婚式を執り行った。新郎18歳、新婦16歳という幼い夫婦の誕生であった。

### ロシアからの出国
結婚生活の初期、バランチヴァーゼは振付家として売り出し始めていた時期で、1923年から翌1924年春まで多数の公演のために多様な振付を手掛けていた。彼は1920年からすでに振付を始めていたが、独創的な傾向が強く旧来の枠組みに散らわれない作風に関してアキム・ヴォルィンスキーなどの保守的な評論家や国立劇場の上層部からの反応は冷ややかなものであった。彼らにとってバランチヴァーゼやカシヤン・ゴレイゾフスキーなどの新しい振付家は「異端者」であり「脅威」であった。
日々増大していく圧迫感から逃れるために、バランチヴァーゼはロシアを離れるという手段を取った。このとき出国の手助けをしたのは、ウラジーミル・ドミートリエフ（ディミトリエフ）という元オペラ歌手だった。彼は歌手3人、指揮者1人、ダンサー4人という小編成の一座を組織し、ドイツ巡業の許可を取った。メンバーはバランチヴァーゼ、ジェーワ、アレクサンドラ・ダニロワとそのパートナーのエフィモフだった。ロシアを出国する際、彼女は姓をそれまでの「ジェヴェルジュエワ」から「ジェーワ」に短縮している。
ドイツ巡業は大好評で迎えられたが、ベルリンに到着した頃、ロシア当局から「タダチニ キコクセヨ」という電報が届いた。一座の歌手と指揮者は帰国の道を選んだが、ダンサー4人とドミートリエフは亡命という手段を選んだ。
一座はその後、ロンドンのエンパイア劇場で1か月の契約を結んだものの、ヴォードヴィルショーでは勝手が違い、「テンポが悪い」と不評であった。一座は2週間で契約を打ち切られ、イギリスを離れてパリに渡ることになった。彼らはレピュブリック広場に面した安宿にひとまず落ち着いたものの、数日の間にバランチヴァーゼ以外の全員がふさぎ込む事態に陥った。ジェーワによれば「彼はあいかわらず哲学者のように平静で、まるで運命が明るい未来を用意してくれていると信じているようにみえた」という。
一座の苦境を救ったのは、セルゲイ・ディアギレフからの電報であった。電報には明日オーディションに来るように、と記されていた。ディアギレフが主宰するバレエ・リュスについてはオリガ・スペシフツェワやタマーラ・カルサヴィナを通じてロシア国内にも情報が届いていたので、ダンサー4人はオーディションを受けに行くことにした。
ディアギレフはバランチヴァーゼの振付を一瞥してその才能に注目し、他の3人もバレエ・リュスに雇い入れた。間もなくバレエ・リュスの座付き振付家だったブロニスラヴァ・ニジンスカが退団し、当時21歳のバランチヴァーゼが後任となった。以後、バランチヴァーゼは「ジョージ・バランシン」と名乗って活動することになった。

### 結婚の破綻とその後
バレエ・リュスに入団した頃から、バランシンとジェーワの関係は急速に冷え始めた。ジェーワにとって、バレエの世界はあまりにも狭く、退屈で居心地の悪いものであった。彼女は外の広い世界を見て、さまざまな体験を通じて生きているという実感を得たいと願うようになった。
ジェーワにとっては、バランシンがバレエ・リュスでの生活に満足していることもいら立ちの種となっていた。彼女が「今夜は何をする?」と尋ねると「なぜ何かしなくちゃいけないんだい」という答えが返ってきて、それが口論に発展した。ときには、かっとなったジェーワが衝動的に飛び出していくことすらあった。
一説では、バランシンがジェーワに興味をなくし、ダニロワに恋をしたことが破局の原因とされる。ジェーワはバランシンから「もうきみを愛していない」と告げられて絶望したという。
2人の結婚は、1927年の夏に破局を迎えた。ジェーワはバランシンの元を去り、当時名の売れていたヴォードヴィリアン、ニキータ・バリーエフ率いるレヴュー一座「ラ・ショーヴ・スーリ（こうもり劇団）」（en:La Chauve-Souris）とともにアメリカ合衆国に渡った。破局を迎えたといっても、2人の間柄は険悪なものとはならなかった。ジェーワがレ・ショーヴ・スーリに入団することを聞いて、バランシンは彼女のためにいくつかのソロでの踊りを振り付けている。
美貌の彼女は、ブロードウェイ・ミュージカルとハリウッド映画、後年にはストレートプレイに進出して活躍を続けた。後にアメリカでバランシンと再会し、さすがによりを戻すことはなかったものの彼が振り付けた『オン・ユア・トウズ』（1936年）に主演して大成功を収めた。
バランシンとの離婚後、ジェーワは2回結婚した。1回目は俳優のカパ・ダビドフ（1897年-1982年)、次は同じく俳優のジョン・エメリー (en) （1905年 –1964年)である。1972年には、自伝『スプリット・セカンズ』を著した。ジェーワは1997年にマンハッタンで死去している。

## 人物と評価
生涯の節で既に述べたとおり、ジェーワは舞踊以外にもさまざまな芸術分野に関心を抱いていた。1927年にアメリカ合衆国に活動の場を移したのち、彼女はバランシンが振り付けたソロの小品2つを踊ってこの振付家の作品を紹介する役割を果たした。
バランシンとは『オン・ユア・トウズ』以外でも仕事を続け、『オン・ユア・トウズ』に先立つ1935年3月のアメリカン・バレエ (en) 公演ではゲスト・アーティストとして出演した。バレエから始まった彼女の活動範囲は、ミュージカルや映画へと広がった。その後ストレートプレイの分野にも進出し、エウリピデス、バーナード・ショー、ジャン＝ポール・サルトルといった多様な作家の戯曲を演じた。
1972年に発表した自伝『スプリット・セカンズ』では、ロシア革命前後における彼女とその家族の激動の歴史を活写している。ニューヨーク・タイムズによる訃報では、彼女について「幅広い文化的関心を持った洗練された女性」と評価した。

## 主な出演作品

### バレエ
- 『バラバーウ』ヴィットリオ・リエティ音楽・台本、ジョージ・バランシン振付（1925年）[16]
- 『パストラル』ジョルジュ・オーリック音楽、ボリス・コフノ台本、ジョージ・バランシン振付（1926年）[16]

### ミュージカル
- 『オン・ユア・トウズ』リチャード・ロジャース音楽、ジョージ・バランシン振付（1926年）[8][12][7][17]

### 映画
- Cock of the Roost（Der Hahn im Korb） (en)  （1925年）[18]
- Wood Love（Ein Sommernachtstraum） (en) [19]
- The Girl Habit  (en)  （1931年）[20]
- Specter of the Rose  (en) （振付のみ）[21]